# إدارة كولاينيس
إدارة كولاينيس هي إحدى إدارات بنين تقع في وسط البلاد، عاصمتها سافالو. استحدثت الإدارة في 1999 بعدما فصلت عن إدارة زو. كانت سافالو العاصمة الأصلية للإدارة، ثم نقلت العاصمة في عام 2016 إلى مدينة داسا زومي (المعروفة أيضًا باسم إيغبو إداشا).

## جغرافيا
تقع مقاطعة كولاينيس في ويط البلاد، تحدها إدارتي دونجا وبورغو من الشمال ونيجيريا من الشرق وإدارتي بليتيو وزو من الجنوب، وتوغو من الغرب. الإدارة هضبة يتراوح ارتفاعها بين 20 و200 متر فوق مستوى سطح البحر، وتخترقها وديان تمتد من الشمال إلى الجنوب شكلتها أنهار كوفو وزو وأويميه.
يتلقى القسم متوسط هطول أمطار سنوي يبلغ حوالي 1,200 ملم، تتلقى المناطق الجنوبية من بنين أمطارها في موسمين في العام: الأول من مارس إلى يوليو والثاني من سبتمبر إلى نوفمبر، وتتلقى المناطق الشمالية أمطارها في موسم واحد يمتد من مايو إلى سبتمبر.

## السكان
| التعداد الديني                | التعداد الديني                | التعداد الديني | التعداد الديني | التعداد الديني |
| ----------------------------- | ----------------------------- | -------------- | -------------- | -------------- |
| الدين                         | الدين                         |                | النسبة (%)     | النسبة (%)     |
| الكنيسة الرومانية الكاثوليكية | الكنيسة الرومانية الكاثوليكية |                | 37.2%          | 37.2%          |
| الإسلام                       | الإسلام                       |                | 16.3%          | 16.3%          |
| مذهب مسيحي آخر                | مذهب مسيحي آخر                |                | 10.5%          | 10.5%          |
| ميثودية                       | ميثودية                       |                | 8%             | 8%             |
| Celestial                     | Celestial                     |                | 6.6%           | 6.6%           |
| فودو                          | فودو                          |                | 5.9%           | 5.9%           |
| آخر                           | آخر                           |                | 4.1%           | 4.1%           |
| مذهب بروتستانتي آخر           | مذهب بروتستانتي آخر           |                | 2.2%           | 2.2%           |
| المعتقدات القبلية الأخرى      | المعتقدات القبلية الأخرى      |                | 1.2            | 1.2            |

بلغ إجمالي عدد سكان الإدارة 717,477 نسمة (منهم 353,592 من ذكر و363,885 من أنثى) و129,159 أسرة، بمتوسط حجم للأسرة الواحدة بلغ 5.6 أفراد في تعداد 2013. نسبة سكان الريف تبلغ 72.50% من إجمالي السكان ونسبة سكان الحضر 27.50%. كما بلغت نسبة النساء في سن الإنجاب (15 إلى 49 سنة) 23.50%. بلغ عدد السكان الأجانب 9,647 نسمة أي ما يعادل 1.30% من إجمالي السكان في الإدارة، وبلغت نسبة مشاركتهم في القوى العاملة (بين 15 و64 عامًا) 41.60%. بلغ معدل النمو السكاني بين التعدادات 2.60%.
بلغ متوسط عمر النساء عند الزواج 21 عامًا ومتوسط سن الأمومة 28.2 عامًا.وبلغ المؤشر التركيبي لخصوبة المرأة 5.1. أما متوسط عدد الأسر في المنزل فكان 1.3، ومتوسط عدد الأشخاص في الغرفة 1.9. وصل إجمالي القوى العاملة في المقاطعة إلى 213,069 شخص شكّلت النساء نسبة 45.30% منهم. أظهرت البيانات أن 57.60% من الأسر لا تمتلك أي مستوى تعليمي في حين أن 72.50% من الأسر أحد أطفالها يذهب إلى المدرسة. كما بلغ معدل المواليد الخام 37.6، ومعدل الخصوبة العام 160.40، ومعدل التكاثر الإجمالي 2.50.
تشكل مجموعة ناغوت من اليوروبا نسبة 46.8% من السكان، ومجموعة إيداشا من اليوروبا سبة 14.9%. يليهم شعب ماهي بنسبة 25.7% ويمثل الفون 13% من السكان. من المجموعات اللغوية والعرقية الأخرى أغونا وبيالي وإيدي وتشومبولي.

## البلديات

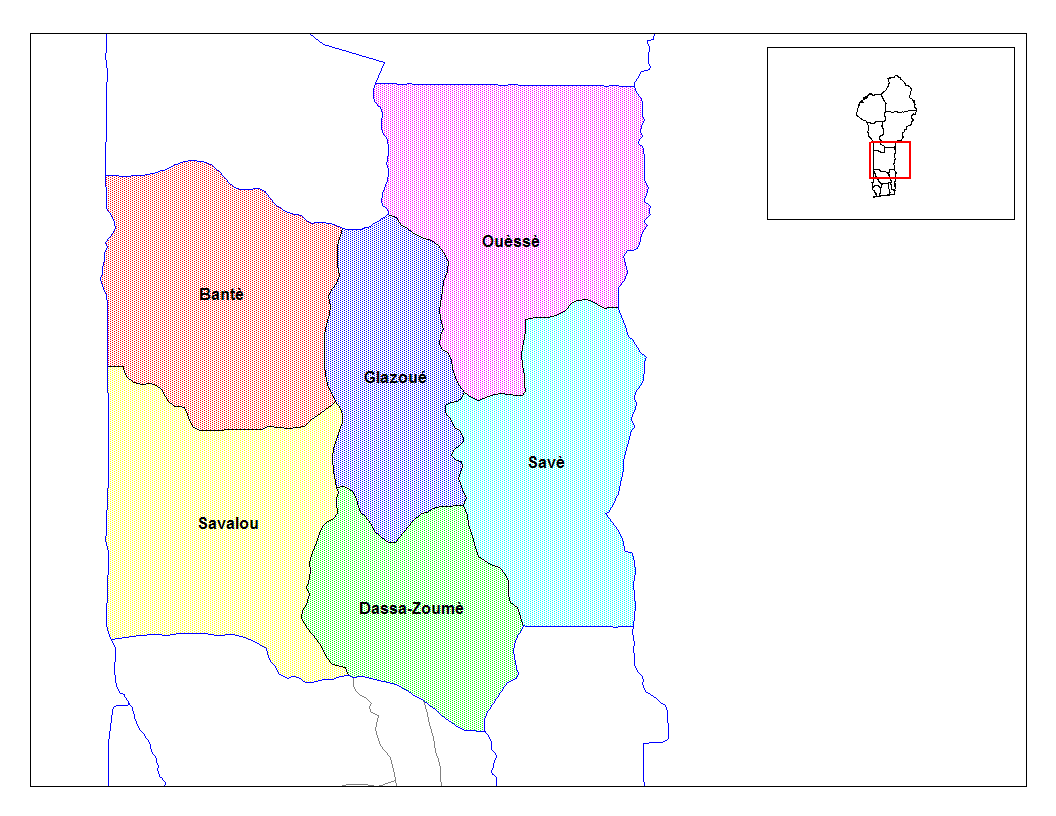
بلديات كولاينيس

تأسست إدارة كولاينيس عام 1999 بعدما فصلت عن إدارة زو، وكانت سافالو عاصمتها وقتها، ثم نقلت العاصمة في عام 2016 إلى مدينة داسا زومي (المعروفة أيضًا باسم إيغبو إداشا). يوجد في كولاينيس ست بلديات وهي التالية (اسم البلدية هو اسم عاصمتها): بانتي وداسا-زومي، وغلازوي وأويسي وسافالو وسافي.
يدير البلديات والمجالس البلدية ممثلين منتخبين يتولون إدارة شؤون الأقاليم. وقد أجريت الانتخابات الأخيرة لهذه المجالس في مايو 2020، أثناء جائحة فيروس كورونا.